# Símbols olímpics
El Comitè Olímpic Internacional (COI) fa servir icones, banderes i símbols per a exaltar els Jocs Olímpics. Aquests símbols inclouen aquells que es fan servir durant les competicions olímpiques com ara la flama, la fanfàrria o la banda sonora, i aquells que es fan servir durant la olimpíada, com ara la bandera olímpica.

## Lema i credo

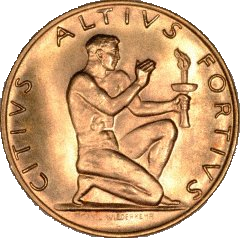
El lema a una moneda dels Jocs Olímpics d'estiu de 1984.

El lema olímpic original és l'hendiatris Citius, Altius, Fortius que en llatí significa «Més ràpid, més alt, més fort». El lema va ser proposat pel baró Pierre de Coubertin durant la creació del Comitè Olímpic Internacional el 1894. Coubertin va copiar-li al seu amic Henri Didon, un sacerdot dominic que el va expressar a una cerimònia esportiva escolar el 1891. D'acord amb Coubertin «aquestes tres paraules representen un programa de bellesa moral. L'estètica de l'esport és intangible». El lema es va presentar formalment als Jocs Olímpics d'Estiu de 1924 a París.
El credo olímpic «Allò important a la vida no és el triomf, sinó la lluita; allò essencial no és haver guanyat, sinó haver competit bé» va ser inspirat per les paraules del bisbe de Pensilvània Ethelbert Talbot al sermó que va fer a la catedral de Saint Paul el 19 de juliol de 1908, durant la celebració dels Jocs Olímpics d'Estiu de Londres. Pierre de Coubertin va reproduir aquestes paraules al discurs de la recepció del govern britànic celebrada el 24 de juliol de 1908.
El 2021 el Comitè Olímpic Internacional va aprovar l'afegit de la paraula "junts" al lema. Així, actualment és Citius, Altius, Fortius – Communiter, que en llatí significa «Més ràpid, més alt, més fort – junts»

## Anells olímpics

L'actual símbol dels anells dels Jocs Olímpics.

Hi ha cinc anells entrellaçats, de color blau, groc, negre, verd i vermell sobre un camp blanc. Aquest conjunt es coneixe com els anells olímpics. El símbol va ser creat originalment l'any 1913 per Pierre de Coubertin. Els cinc cèrcols representen els cinc continents principals: Europa, Àsia, Àfrica, Oceania i Amèrica.

## Flama i relleu de la torxa

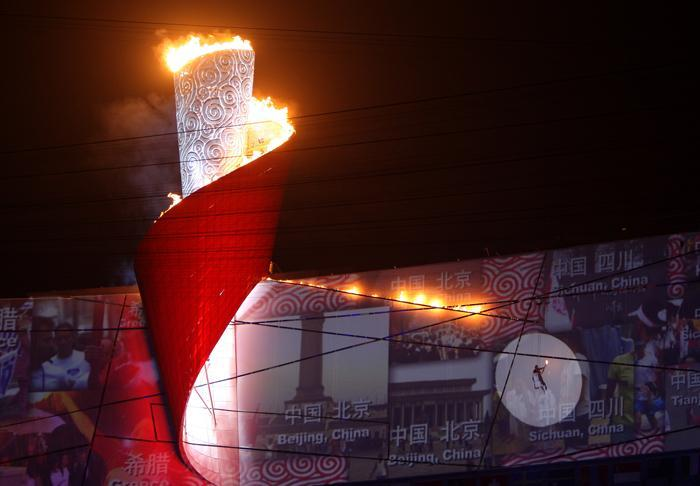
Encesa de la flama olímpica al peveter dels Jocs Olímpics d'estiu de 2008

La primera flama simbòlica que va aparèixer a uns Jocs Olímpics es va fer als Jocs Olímpics d'estiu de 1928 a Amsterdam. El principal propòsit d'aquest foc, situat al pis superior de la «Marathon Tower» (Torre de la Marató), era indicar a tot arreu que la ciutat estava acollint la cita olímpica. L'encesa de la flama es va tornar a repetir als Jocs Olímpics d'estiu de 1932 a Los Angeles.
La tradició moderna de traslladar la flama olímpica mitjançant un sistema de relleus des del Temple d'Olímpia (a Grècia) fins a la seu olímpica va començar amb els Jocs Olímpics d'estiu de 1936 de Berlín (Alemanya). La cerimònia d'encesa del foc olímpic és organitzada pel Comitè Olímpic Hel·lè. Des d'aleshores, la torxa es transporta a mans d'esportistes, voluntaris i celebritats i a vegades es mou amb mitjans poc habituals, com ara a través de satèl·lit com als Jocs Olímpics d'estiu de Mont-real o submergida sota l'aigua als Jocs Olímpics d'estiu de Sydney.
L'últim dia del relleu de la torxa, el dia de la cerimònia d'obertura, la flama arriba a l'estadi principal i s'utilitza per encendre un peveter situat en una part destacada del recinte per indicar l'inici dels Jocs.